# Surf Bungaku Kamakura
Surf Bungaku Kamakura (サーフ ブンガク カマクラ (Sāfu Bungaku Kamakura?)) è il quinto album in studio del gruppo rock giapponese Asian Kung-Fu Generation, pubblicato nel 2008.

## Tracce
1. Fujisawa Loser (藤沢ルーザー; Fujisawa Rūzā) – 2:45
2. Kugenuma Surf (鵠沼サーフ; Kugenuma Sāfu) – 2:28
3. Enoshima Escar (江ノ島エスカー; Enoshima Esukā) – 2:39
4. Koshigoe Crybaby (腰越クライベイビー; Koshigoe Kuraibeibī) – 3:54
5. Shichirigahama Skywalk (七里ヶ浜スカイウォーク; Shichirigahama Sukaiwōku) – 2:50
6. Inamuragasaki Jane (稲村ヶ崎ジェーン; Inamuragasaki Jēn) – 3:09
7. Gokurakuji Heartbreak (極楽寺ハートブレイク; Gokurakuji Hātobureiku) – 2:21
8. Hase Suns (長谷サンズ; Hase Sanzu) – 2:56
9. Yuigahama Kite (由比ヶ浜カイト; Yuigahama Kaito) – 3:54
10. Kamakura Goodbye (鎌倉グッドバイ; Kamakura Guddobai) – 4:31

## Formazione
- Masafumi Gotō – voce, chitarra
- Kensuke Kita – chitarra, cori
- Takahiro Yamada – basso, cori
- Kiyoshi Ijichi – batteria